# Boris Rosenkranz
Boris Rosenkranz (* 25. Januar 1980) ist ein deutscher Medienjournalist. Er ist Mitgründer und Geschäftsführer des Online-Portals Übermedien.

## Leben
Boris Rosenkranz studierte Literaturwissenschaften, Soziologie und Politik an der Ruhr-Uni Bochum mit dem Abschluss als Magister artium. Parallel arbeitete er bei einer Lokalzeitung. Er war von 2004 bis 2006 Redakteur der taz nrw und danach freier Autor primär für die taz-Medienseite. Er absolvierte ein Volontariat beim Norddeutschen Rundfunk. Rosenkranz arbeitete für verschiedene NDR-Redaktionen, insbesondere seit 2011 als fester Freier für Zapp. Seit 2015 ist er regelmäßiger Autor bei Extra 3. 2016 gründete er mit Stefan Niggemeier das medienkritische Online-Portal Übermedien. Ein Jahr später wurden Niggemeier und Rosenkranz für das Online-Magazin mit dem Bert-Donnepp-Preis für Medienpublizistik ausgezeichnet.